# 春別岳 (新ひだか町・中札内村)
春別岳（しゅんべつだけ）は、北海道の日高郡新ひだか町と河西郡中札内村の2町村にまたがる標高1,855mの山である。

## 概要
日高山脈を構成する中日高の山で、山頂北側のピークから西方向には支稜線が伸びておりナメワッカ岳・イドンナップ岳・新冠富士・レサッピ・オロエナイが連なる。山頂北側は札内川支流の十ノ沢が流れており、十ノ沢カールと呼ばれる圏谷地形で知られる。国土地理院地形図には山名が記載されていない。
山名の「春別」は新ひだか町側を流れるシュンベツ川を漢字表記にしたものであり、アイヌ語で「sum-pet（西・川）」を意味する。なお「東」は静内川を指すとされ、かつては「menash-pet」と呼ばれていたという。日高町にも同名の春別岳 (1,491.4m)があり、こちらは国土地理院地形図に山名が載っている。

## 登山
登山道がないため、山頂へ行くには藪漕ぎを強いられる。この山を目的に登る人は少なく、エサオマントッタベツ岳からカムイエクウチカウシ山へ縦走する際の中継地として登られることが多い。最も短いルートとしてはナメワッカ岳へのルートとしても使用される札内川を遡上し10.5の沢で主稜線へ登って山頂へ行くルートだが、道中は沢登りなどの技術を求められるため難易度が高い。